# Strannik
Strannik (Russisch für „Pilger“ oder „Wanderer“) ist eine Comic-Reportage nach den Texten von Anna Rakhmanko, die Zeichnungen fertigte ihr Ehemann Mikkel Sommer an. Das Werk erschien 2019 bei Rotopol und handelt vom Leben eines Obdachlosen in Moskau, der immer noch als Kampfsportler in Wettkämpfen antritt. Die Comic-Künstler begleiteten ihren Protagonisten für vier Tage in Moskau und Umgebung.

## Inhalt
Im Mittelpunkt von Strannik steht der 46-jährige Obdachlose Vyacheslav, der ursprünglich aus Kasachstan stammt und in Moskau lebt. Trotz Alter und Wohnungslosigkeit ist er immer noch als Mixed-Martial-Arts-Kämpfer aktiv. Im Ring tritt er als Ali Baba zu brutalen Käfigkämpfen an, nicht nur in Moskau, sondern zum Teil auch an weit entfernten Austragungsorten. Neben Szenen, die sein Leben ohne festen Wohnsitz zeigen – etwa in Fast-Food-Restaurants, der Metro, in Treppenhäusern auf Zeitungen schlafend oder wie er bei Freunden und Bekannten Kleidung aufbewahrt – widmet sich der Comic insbesondere den Erinnerungen, Ideen und Träumen von Vyacheslav. So wünscht er sich beispielsweise einmal genug Geld zu besitzen, um seiner Mutter ein neues Sofa kaufen zu können.
Er kam mit einer Lippen-Kiefer-Gaumenspalte zur Welt. Der dadurch bedingte Sprachfehler begleitete ihn sein Leben lang. Als Kind wurde er gemobbt, er kam auf eine Schule für geistig behinderte Kinder und auch beruflich stand er ihm im Weg. Trotzdem konnte er nach seinem Schulabluss ein Studium in Lichttechnik und Journalismus absolvieren und war für kurze Zeit als Lichttechniker tätig. Später arbeitete er als Wachmann in einem unruhigen Stadtviertel Moskaus und begann in dieser Zeit, unterschiedliche Kampfsportarten zu trainieren. Nach seiner Kündigung geriet er in die Obdachlosigkeit, ihm blieb nur der Kampfsport als Einnahmequelle. Dabei tritt er häufig bei inoffiziellen Wettbewerben an, die ohne Regeln auskommen und dementsprechend gefährlich sind. Die Geschichte endet mit dem Beginn von Vyacheslavs nächstem Kampf.

## Entstehung und Stil
Rakhmanko war im Jahr 2014 in Sozialen Netzwerken auf Vyacheslav aufmerksam geworden. Sie und Sommer kontaktierten ihn, reisten einige Wochen später nach Russland und begleiteten den Kampfsportler für vier Tage auf den Straßen Moskaus und Umgebung, unter anderem zu einem seiner Kämpfe in einer abgesperrten Militärstadt im Süden Russlands.
Die reduzierten Texte von Strannik sind prägnant formuliert und haben dokumentarischen Charakter. Sie sind aus der Ich-Perspektive geschrieben, erinnern an ein Tagebuch und orientieren sich am Gedankenfluss der Hauptfigur. Erinnerungen an die Kindheit von Vyacheslav gehen über in Zukunftspläne, Berichte aus seinem Alltag wechseln sich mit Träumen ab. Dialoge und Interaktion mit anderen Figuren finden kaum statt. Bilder und Erzählung verlaufen asynchron, die zum Text dazugehörigen Illustrationen werden erst später in einem anderen Panel oder auf einer folgenden Seite gezeigt. Das Lettering ist in Schreibmaschinenschrift gestaltet.
Die monochromen Illustrationen setzt Sommer mit skizzenhaft wirkendem Strich um. Die Bilder sind von groben Schraffuren geprägt und erzeugen eine nüchterne Stimmung. Zum Teil fallen die Zeichnungen schemenhaft aus, so fehlen etwa den Figuren gelegentlich die Gesichter. Die Panels in klarer Anordnung grenzen ohne Abstand direkt aneinander an, nur getrennt durch eine Linie. Sommer beschränkt sich auf wenige, eher größere Panels pro Seite. Seitenzahlen werden nicht angegeben.

## Veröffentlichungen
Strannik erschien 2019 bei Rotopol auf Deutsch und Englisch. Das Wort „Strannik“ ist Russisch für „Pilger“ oder „Wanderer“. Die Wortbedeutung deckt verschiedene Facetten ab, vom religiösen Pilger bis zum unbürgerlichen Landstreicher. Es gibt weitere Übersetzungen ins Dänische, Griechische, Portugiesische und Russische. Der erwirtschaftete Erlös geht an Vyacheslav.

## Kritiken
Text und Zeichnungen passten sehr gut zusammen, hält Nina Pimentel Lechthoff bei comic-couch.de fest, und im Ergebnis sei Strannik ein stimmungsvoller und packender Comic. Da die Künstler weder als Erzähler noch Figuren in ihrem Werk auftreten „kann man sich ganz und gar auf den Protagonisten konzentrieren“, was es zu einer gelungenen Dokumentation über das Leben eines Mannes mache, der „zwar am Rande der Gesellschaft lebt, aber trotzdem seine Träume nicht aufgegeben hat“.
Rakhmanko und Sommer zeichneten für Walter Tuck bei Reddition das „Bild einer trüben und harten Welt“. Die Texte hätten es trotz ihrer Knappheit in sich, so „dass man Details erst nach zwei- oder dreimaligem Lesen erfasst“. Die Comic-Reportage sei eine „beeindruckende Arbeit, die wie ein blitzschnell zu lesender Comic daherkommt, unerwartet aber mit reichlich Tiefgang aufwartet“.
In Augustin beschreibt Martin Reiterer die „kurze Comic-Doku“ als „ebenso unscheinbar wie wundervoll“. In „unverschnörkelten Sätzen und ohne Larmoyanz“ erzähle der Comic von Vycheslavs Leben, der harten Kindheit, geplatzten Träumen und errungenen Erfolgen. Dass er „sich nicht in Verbitterung einhüllt, ist ebenso bewundernswert wie sein Einfühlungsvermögen“. Die Comic-Künstler spiegelten den „herzhaft offenen Blick ihres Protagonisten eindrucksvoll“ wider.
Dank des verwackelten, unfertigen Strichs von Sommer entsteht für Christian Endres im Tagesspiegel das Gefühl, „als wäre man als Leser ebenfalls unmittelbar dabei“. Gelegentlich wirke der skizzenhafte Charakter der Zeichnungen etwas übertrieben und führe zu Leseschwierigkeiten, erzeuge insgesamt aber eine „bemerkenswerte Illusion von Nähe und Intimität“. Die knappen Texte untermauerten den „dokumentarischen und authentischen Charakter der Bildergeschichte“.